# Glaphyra misella
Glaphyra misella är en skalbaggsart som beskrevs av Holzschuh 2008. Glaphyra misella ingår i släktet Glaphyra och familjen långhorningar.
Artens utbredningsområde är Laos. Inga underarter finns listade i Catalogue of Life.